# 筒戸城
筒戸城（つつどじょう）は、茨城県つくばみらい市にあった日本の城。

## 概要
本城は、舌状台地の先端の標高約16メートル、比高約2メートルの台地上に築かれており、南北600メートル、東西400メートルの大きさを有する。現在は禅福寺の入口正面付近に曲輪間を遮断する堀と土塁が確認されていて、それらに囲まれているところが主郭と考えられている。当時は城の東側を流れる小貝川からの湿地帯が城の三方を囲んでいて、要害となっていた。城主については、以下の相馬氏関連の資料に記されている。
- 「多賀谷家譜」 筒戸城主 相馬小三郎胤親
- 「多賀谷七代記」 筒戸城主 相馬小三郎胤長
- 「新編常陸国誌」 筒戸城主 相馬胤親
- 「関八州古戦録」 守谷、筒戸城主 相馬左近大夫治胤
- 「関宿伝記」 筒戸城主 相馬求馬之助

このことから、守谷の相馬一族の者が筒戸城を支配し、守谷城の支城的な役割を担っていたと考えられてている。

## 歴史

### 戦国時代
1559年（永禄2年）に筒戸氏が築城したとされているが、定かではない。

### 安土桃山時代
1589年（天正17年）4月、南下を続けていた下妻多賀谷氏は白井全洞に150騎で筒戸城を攻撃させたが、守谷城からの援軍で城は守られたと伝わる。しかし、1590年（天正18年）の豊臣秀吉の小田原攻めにより、筒戸城は圧倒的な豊臣軍には一戦交えず開城し、その後廃城になった。

## 交通アクセス

### 公共交通機関
- 首都圏新都市鉄道つくばエクスプレス守谷駅から徒歩15分。
- 同駅から守谷市コミュニティバス『モコバス』の「みずき野・松並青葉ルート」で13分、松並青葉三丁目下車、そこから徒歩10分。

### 車
- 常磐自動車道谷和原インターチェンジから車で5分。